# Eva-Maria Gradwohl
Eva-Maria Gradwohl, född 29 mars 1973, är en friidrottare från Österrike. Hon deltog vid olympiska sommarspelen 2008.